# Parafia greckokatolicka Opieki Matki Bożej w Patoce
Parafia greckokatolicka Opieki Matki Bożej w Patoce – parafia greckokatolicka w Patoce. Parafia należy do eparchii wrocławsko-koszalińskiej i znajduje się na terenie dekanatu legnickiego.

## Historia parafii
Parafia Opieki Matki Bożej funkcjonuje od 1957 r., księgi metrykalne są prowadzone od roku 1958.

## Świątynia parafialna
Nabożeństwa sprawuje się w cerkwi greckokatolickiej pw. Opieki Matki Bożej w Patoce.